# Picnic at the Whitehouse
Picnic at the Whitehouse è stato un duo composto dal cantante britannico Edwin "Eddie" Hind (Liverpool, 1963 - ... 24 gennaio 2025) e dal tastierista tedesco Eckart Debusmann, detto Ilfo (Monaco di Baviera, 1963), al quale si aggiunse il batterista Cliff Hewitt. Il nome della band cita il Congressional Picnic, che si tiene nel prato sud della Casa Bianca, un informale evento estivo politico allestito ogni anno da quando Ronald Reagan lo organizzò per la prima volta.  

## Storia
Edwin Hind, in precedenza cantante del gruppo Virgin Dance, fonda il duo a Londra e, nel 1985, scrive insieme a Geoffrey Bastow e Debusmann la canzone We Need Protection, pubblicata in Italia nel 1986 su 45 giri dall'etichetta discografica Epic/CBS.
Il singolo si rivelerà un successo di portata europea in quell'estate, raggiungendo tra i mesi di maggio e giugno la sesta posizione nella classifica dei singoli più venduti in Italia, partecipando ad Azzurro e al Festivalbar. Originariamente il brano doveva essere eseguito da un cantante all'epoca sconosciuto che si faceva chiamare Terry, scovato dallo stesso Debusmann mentre si esibiva nei locali tedeschi assieme a un gruppo denominato The Touch, ma una volta inciso il demo di prova si accorse che le sue doti vocali non combaciavano con l'andamento piuttosto duro ed energico della canzone e non lo ammise come voce solista. Dopo qualche mese, Terry s'impose a sua volta a livello internazionale con il nome di Terence Trent D'Arby.
Nell'autunno dello stesso anno pubblicano un secondo singolo, East River, rilettura di un classico degli anni 30. Nella primavera del 1987, al loro terzo singolo, Success, e alla pubblicazione del primo ed unico album, The Doors Are Open, fa seguito lo scioglimento del duo, a causa di reciproci dissapori. Cliff Hewitt successivamente divenne un componente degli Apollo 440.

## Discografia

### Album
- 1987 - The Doors Are Open

### Singoli
- 1985 - We Need Protection
- 1986 - East River
- 1987 - Success